# Epicarm
Epicarm (grec antic: Ἐπίχαρμος, llatí: Epicharmus) fou el principal poeta còmic entre els doris. Era nascut a l'illa de Cos (vers 540 aC), fill d'Elòtales, i era de la família dels Asclepíades, i com tota la família, metge.
Amb només tres mesos, va ser portat a Mègara Hiblea (Sicília) i d'allí va anar a Siracusa en ser destruïda la ciutat de Mègara per Geló I, el 484 o 483 aC. Va viure la major part de la seva vida a la cort de Hieró I de Siracusa, on va conviure amb Èsquil, que sembla que va tenir alguna influència en les seves obres. Va morir a noranta anys (vers 450 aC) o, segons Llucià, a 97 anys (443 aC). La ciutat de Siracusa li va erigir una estàtua, segons diu Diògenes Laerci.
Era enginyós i expressiu, i Aristòtil el descriu amb les paraules τὸ μύθους ποιεῖν, una frase que alguns consideren que escrivia comèdies amb una trama regular i d'altres, comèdies sobre temes mitològics. Va escriure entre 35 i 52 comèdies, de les quals es conserven els títols de 35 (Ateneu en dona 26), molts de temes mitològics, que s'assemblen als drames satírics que s'escrivien a Atenes: Ἀλκύων, Ἄμυκος, Βάκχαι, Βούσιρις, Δευκαλίων, Διόνυσοι, Ἤβης γάμος, Ἤφαιστος ἢ Κωμασταί, Κύκλωψ, Λόγος καὶ Λογείνα, Ὀδυσσεὺς αὐτόμολος, Ὀδυσσεὺς ναυαγός, Σειπῆνες, Σκίρων, Σφίγε, Τρῶες, Φιλοκτήτης.
Altres eren de temes polítics, morals i socials, amb continguts que s'assemblen als de la nova comèdia: Ἀγρωστῖνος (Ἀλροῖκος), Ἁρπαγαί, Γᾶ καὶ Θάλασσα, Δίφιλος, Ἐλπὶς ἢ Πλοῦτος, Ἑορτὰ καὶ Νᾶσοι Ἐπινίκιος, Ἡράκλειτος, Θεᾶροι, Μεγαρίς, Μῆνες, Ὀρύα, Περίαλλος, Πέρσαι, Πίθων, Τριακάδες, Χορεύοντες, Χύτραι.
Es conserven gran quantitat de fragments d'aquestes obres. El seu estil és una barreja entre l'estil còmic més aviat groller de la vella comèdia i la saviesa pitagòrica plena de sentències filosòfiques. El seu llenguatge és elegant i alabat per la gran quantitat i la bona elecció dels epítets. Els fragments contenen gran quantitat de màximes morals (γνωμαί) i llargs discursos d'especulació filosòfica, com ara sobre l'instint dels animals. Va ser admirat pels antics i Plató en fa referència en alguns dels seus diàlegs. Alguns autors antics van atribuir a Epicarm la invenció de l'alfabet grec, o almenys d'algunes de les seves lletres, invent que normalment s'atribueix a Palamedes.